# RPC Curitiba
RPC Curitiba é uma emissora de televisão brasileira sediada em Curitiba, capital do estado do Paraná. Opera no canal 12 (41 UHF digital) e é afiliada à TV Globo. Pertence ao Grupo Paranaense de Comunicação, e retransmite a sua programação para a Região Metropolitana de Curitiba e áreas próximas. É a cabeça de rede da RPC, que tem cobertura estadual.

## História

### Década de 1960

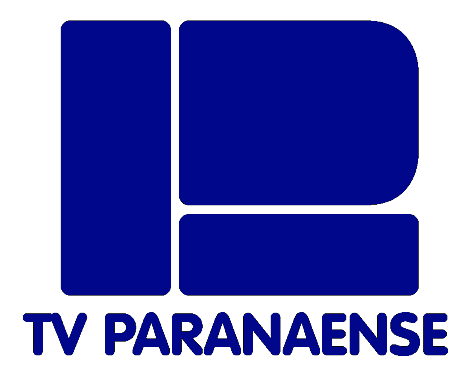
Antigo logotipo da TV Paranaense, utilizado entre a década de 1970 e o ano 2000. A parte de cima da descrição "TV Paranaense" faz uma alusão ao seu canal, 12.

A TV Paranaense foi fundada em 29 de outubro de 1960 pelo empresário Nagib Chede, sendo a primeira emissora de televisão do estado do Paraná e ocupando o Canal 12 de Curitiba, além de ser afiliada às Emissoras Unidas. O estúdio da primeira transmissão foi no Edifício ASA, quando Chede alugou dois apartamentos para sediar o canal. A inauguração ocorreu às 19 horas daquele dia, com a presença do arcebispo Dom Manuel da Silveira d’Elboux e o então prefeito Iberê de Mattos. Após o discurso do fundador, Nagib Chede, foi exibido um episódio da série enlatada Susie, minha secretária favorita, sendo este o primeiro programa oficial da TV Paranaense.
A primeira sede da emissora foi no 21º andar do Edifício Tijucas, no centro da capital. Os primeiros funcionários da emissora eram, em sua maioria, oriundos da Rádio Clube Paranaense, da qual Nagib Chede era proprietário. Em 1962 a emissora deixa o Edifício Tijucas para um grande barracão na Rua Emiliano Perneta, também no Centro, o que possibilitou a montagem de grandes cenários, como a da primeira telenovela local, A Última Carícia, exibida dois anos depois, em trinta capítulos exibidos as segundas, quartas e sextas-feiras às 18h40. Apesar do sucesso, as produções seguintes não obtiveram grande popularidade.
Em 1965 foi a primeira emissora do estado a utilizar o sistema de videotape. Nesse mesmo ano a TV Paranaense passou a exibir parte dos programas da Rede Excelsior, especialmente musicais e telenovelas. Nessa época o sinal da emissora chegava a outras localidades como Guarapuava, Palmas e União da Vitória, além de repetidoras em Santa Catarina, que ainda não possuía uma emissora de televisão. Ao mesmo tempo, a emissora esbarrava com a concorrência da TV Paraná, dos Diários Associados de Assis Chateaubriand, e mais tarde da TV Iguaçu, de Paulo Pimentel.

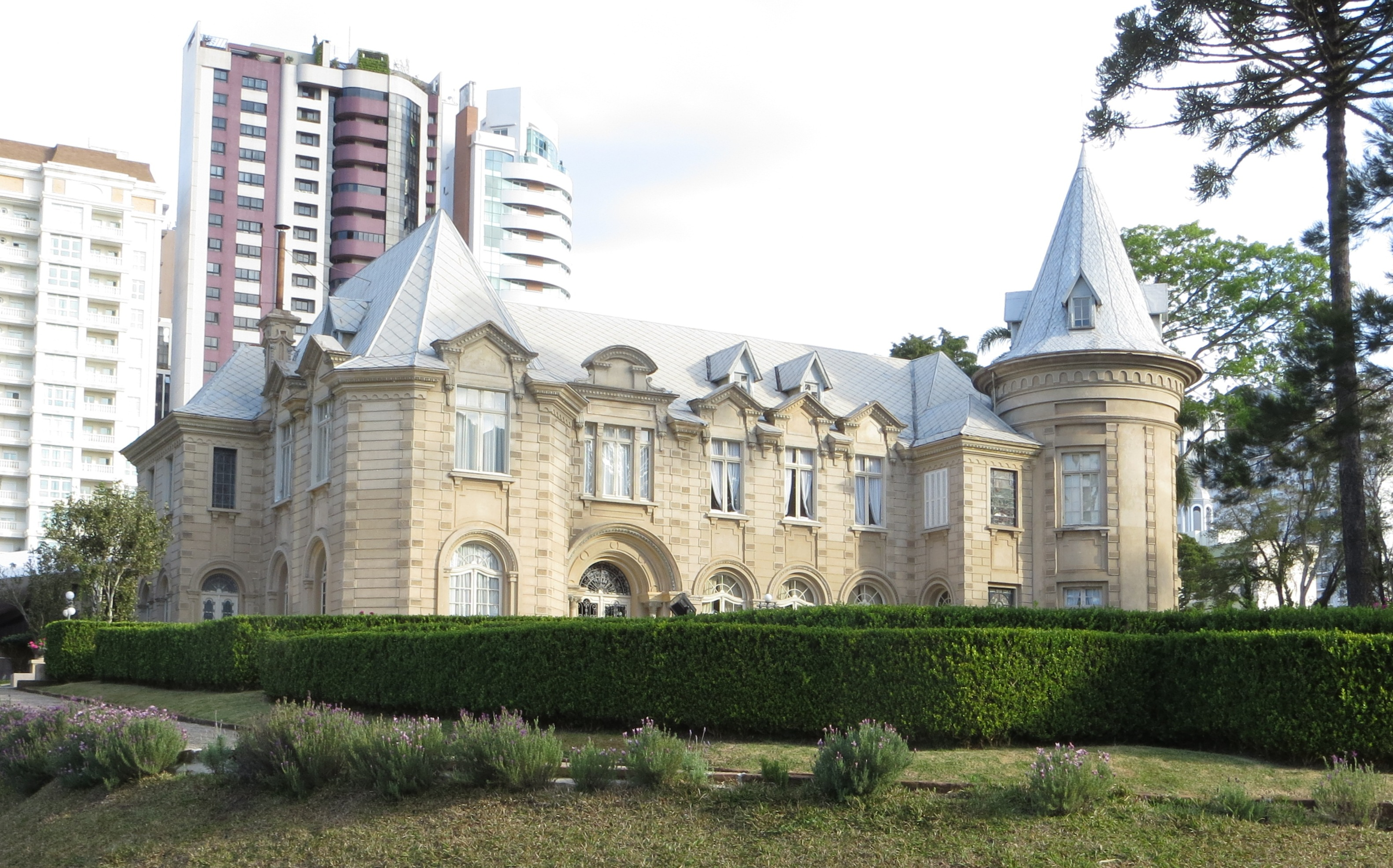
O Castelo do Batel, que abrigou a sede da RPC Curitiba entre 1969 e 2003

Em 1969, com a concorrência acirrada de outras emissoras, ocorreu uma crise que culminaria na venda do controle acionário da empresa para o advogado Francisco Cunha Pereira Filho, diretor do jornal Gazeta do Povo, e para os banqueiros Edmundo Lemanski e Adolfo de Oliveira Franco Filho. Com a aquisição, Francisco Cunha Pereira Filho transferiu a sede da emissora para o Castelo do Batel, antiga residência do ex-governador Moisés Lupion, tornando-se um ponto de referência na capital, durante mais de trinta anos.

### Década de 1970
Quando a Excelsior enfrentava uma derradeira crise, que culminaria em sua falência em 1970, a TV Paranaense passou a exibir alguns programas da então novata TV Globo, da qual se tornaria afiliada.
Em 1970, é lançado o "Maxi Show Mário Vendramel", um programa de calouros e variedades comandado por Mário Vendramel que foi o  primeiro programa colorido da TV do Paraná, além de ser o pioneiro em programas de variedades do estado.
Em 1972, a direção nacional da Rede Globo decide transferir sua programação para a TV Iguaçu do ex-governador do estado Paulo Pimentel que possuía uma qualidade técnica superior a da TV Paranaense, fazendo com que a emissora passe a retransmitir programas da TV Bandeirantes, TV Cultura e Rede de Emissoras Independentes.
Em 1976, devido a desavenças políticas de Paulo Pimentel, a Rede Globo é obrigada a transferir seu contrato de transmissão para a TV Paranaense. O governo do general Ernesto Geisel (que era contra a ascensão política de Pimentel) persegue as empresas do ex-governador. Após o imbróglio, em 1978, a TV Iguaçu fechou um contrato com a Rede Tupi, que começava a enfrentar problemas financeiros, resultando em sua falência em 18 de julho de 1980.
Após retomar sua parceria com a Rede Globo, a TV Paranaense é parcialmente adquirida pela rede de Roberto Marinho, que decide investir na produção de programas locais, como o Jornal Estadual.

### Década de 1980
Na década de 1980, a TV Paranaense passa a liderar a Rede Paranaense de Televisão, com a TV Coroados de Londrina e a TV Cultura de Maringá. Mais tarde outras cinco emissoras integrariam a rede. Anos depois, a rede passa a se chamar apenas Rede Paranaense.
Em 1982, estreou em caráter experimental, a série especial Globo Shell Profissões. A proposta principal era orientar os jovens a respeito das condições e perspectivas de desenvolvimento profissional, através da oferta de informações sobre as profissões técnicas e os seus respectivos mercados de trabalho. O grande sucesso do projeto no Paraná, levou a Rede Globo a exibir o programa em rede nacional a partir do ano seguinte, nas manhãs de sábado.
Em 3 de janeiro de 1983, estreou o Bom Dia Paraná, primeiro telejornal matutino da emissora, no ar até hoje. O telejornal baseou-se no modelo do Bom Dia São Paulo, que inspiraria o Bom Dia Brasil, que estreava nessa mesma época.
Em 1984, o Jornal Estadual que tinha duas edições à tarde e antes do Jornal Nacional, ganha uma 3ª edição após o Jornal da Globo, e antes do mesmo telejornal em 1987. Essa 3ª Edição foi extinta no início de 1989.
Em 1985, por intermédio de Francisco Cunha Pereira Filho, a TV Paranaense inicia a campanha televisiva Bicho do Paraná, em parceria com o Banco Bamerindus (atual HSBC), veiculada nos intervalos comerciais da emissora. A espinha dorsal da série era divulgar o talento de pessoas nascidas no Paraná. A série é considerada a mais longa da televisão brasileira, ficando no ar durante dez anos ininterruptos.

### Década de 1990
Em 27 de setembro de 1993, a TV Paranaense coproduziu juntamente com a Rede Globo a telenovela Sonho Meu, ambientada em Curitiba, e escrita pelo autor Marcílio Moraes.
Em 17 de julho de 1999, o principal telejornal da emissora, o Jornal Estadual, deixa de ser exibido para dar lugar ao Paraná TV, a partir de 19 de julho de 1999. O novo telejornal foi baseado no novo padrão jornalístico da Rede Globo, introduzido a partir de 2000.

### Década de 2000
Em 2000, quando comemorava 40 anos de existência, as emissoras pertencentes a Rede Paranaense passam a se chamar Rede Paranaense de Comunicação, com um logotipo único para todas as emissoras. Antes, cada emissora tinha um logotipo próprio.
Em 2003, a sede da empresa deixou o Castelo do Batel para um prédio no bairro das Mercês, próximo da torre de transmissão da emissora.
Em 26 de abril de 2005, quando a Rede Globo completou 40 anos de existência, todos os telejornais da emissora deixaram os estúdios e passaram a ser feitos na redação.
Em 22 de outubro de 2008, a RPC TV Paranaense passou a transmitir seu sinal em HDTV para Curitiba e Região Metropolitana, sendo a primeira emissora da Região Sul do Brasil a transmitir a programação nacional da Rede Globo em alta definição.
Em 29 de outubro de 2009, um ano antes de completar 50 anos, a torre da emissora passou a receber luzes, fazendo com que ela fosse vista à noite, de vários pontos da capital paranaense.

### Década de 2010
Em 29 de outubro de 2010, a RPC TV Paranaense completa 50 anos de existência, tendo alterações em seu logotipo e em sua nomenclatura, agora chamada de RPC TV Curitiba.
Em 28 de fevereiro de 2011, os telejornais da emissora deixaram a redação e passaram a ser feitos num estúdio, de acordo com o novo padrão jornalístico da Rede Globo, implantado em 23 de novembro de 2009 com o RJTV.
Em 15 de junho de 2013, estreou o programa Painel RPC TV, que tem como meta solucionar questões do dia-a-dia com facilidade através da participação de especialistas. O programa substitui a versão local do Globo Comunidade.
Em 16 de outubro de 2013, a RPC Curitiba passou a produzir e transmitir seus telejornais locais em HD, sendo a primeira emissora paranaense e a primeira afiliada da Rede Globo na Região Sul a exibir sua programação nesse tipo de formato.
Em maio de 2014, a equipe de jornalismo da RPC Curitiba começou a utilizar dentro do quadro Siga Curitiba o aplicativo Waze, que informa a situação das ruas da capital paranaense em tempo real.
Em 28 de dezembro de 2014, foi ao ar, pela última vez, a Revista RPC, revista eletrônica exibida pela emissora nas noites de domingo, após o Fantástico. Em 1 de janeiro de 2015, a emissora lançou sua nova marca, que segue o "flat design", utilizado em marcas do mundo todo até voltar o 3D, além de um novo slogan, Vamos juntos.
Em 25 de abril, com a reformulação da grade da Rede Globo aos sábados, o Plug passa a ser exibido às tardes, juntamente com o novo programa de auditório da emissora, o Estúdio C, apresentado por Daiane Fardin.
Em 20 de agosto de 2018, dois dos telejornais da emissora sofreram mudanças nas nomenclaturas, seguindo as mudanças na visualização gráfica e cenários: o "Paraná TV 1ª edição" passou a ser denominado de "Meio Dia Paraná" e o "Paraná TV 2° edição" para "Boa Noite Paraná". Desta maneira, depois de 19 anos a marca "Paraná TV" foi abandonada e aproximou a emissora de outras afiliadas da Rede Globo que não seguem o formato recomendado pela contratante para seus programas jornalísticos. No dia 25 de agosto de 2018, estreou o jornalistico "Bom Dia Sábado", com 1 hora de duração, das 8:00 h as 9:00 h, substituindo o programa Painel RPC.
Em 26 de novembro de 2018, os telejornais da emissora passaram a ser apresentados num novo o estúdio, sendo que os diurnos ("Bom Dia Paraná" e o "Meio-Dia Paraná") com uma vista panorâmica da cidade a partir de instalação de uma parede de vidro. O "Boa Noite Paraná" tem o padrão do Jornal Nacional, com a redação de jornalismo ao fundo.
Em 4 de dezembro de 2020, o apresentador Fernando Parracho deixa o comando do  Bom Dia Paraná por motivos particulares.

## Sinal digital
| Canal virtual | Canal digital | Proporção de tela | Programação                                   |
| ------------- | ------------- | ----------------- | --------------------------------------------- |
| 12.1          | 41 UHF        | 1080i             | Programação principal da RPC Curitiba / Globo |

Transição para o sinal digital
Com base no decreto federal de transição das emissoras de TV brasileiras do sinal analógico para o digital, a RPC Curitiba, bem como as outras emissoras de Curitiba, cessou suas transmissões pelo canal 12 VHF em 31 de janeiro de 2018, seguindo o cronograma oficial da ANATEL.

## Programas

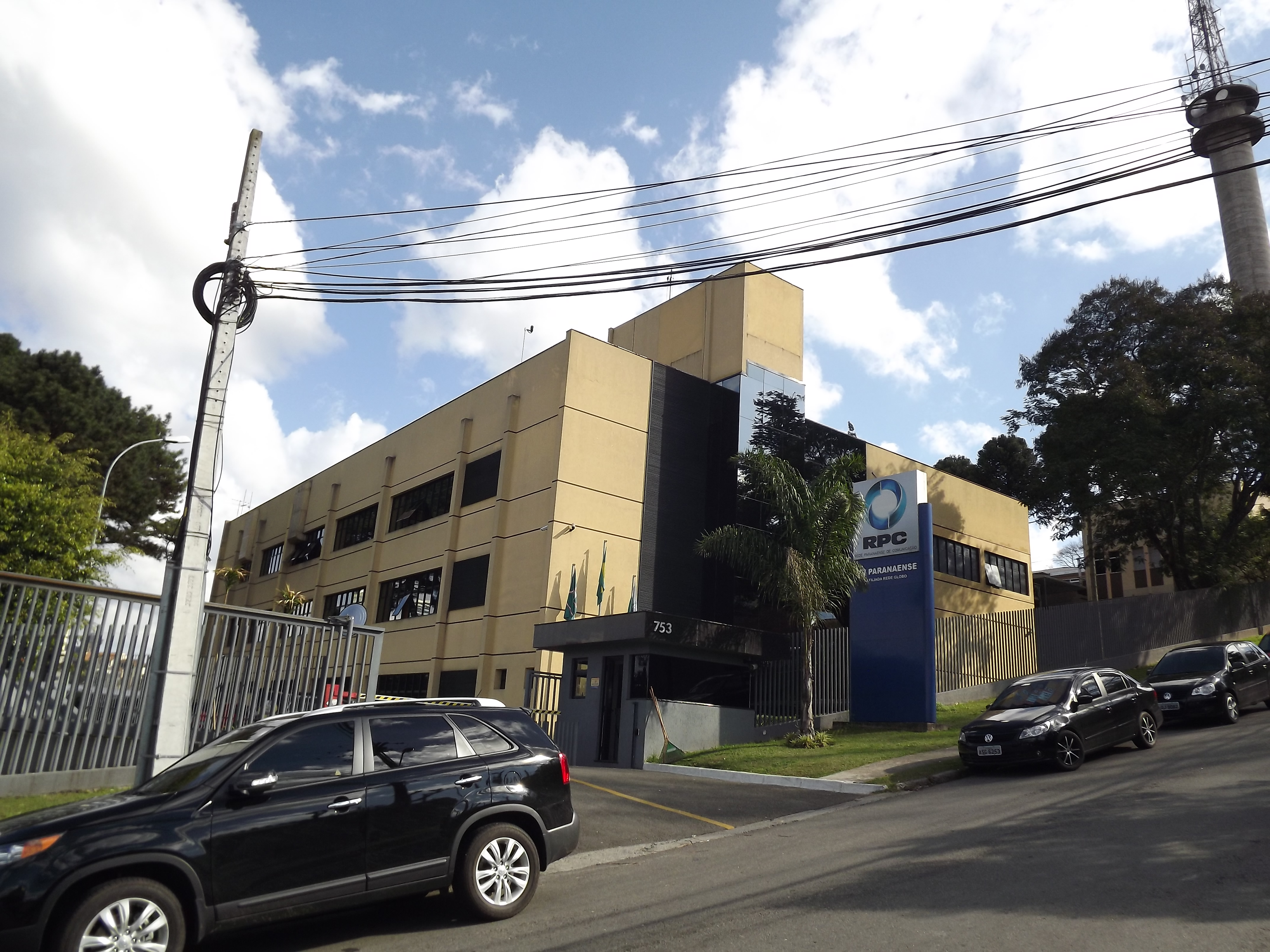
Sede atual da RPC Curitiba no bairro das Mercês, utilizada desde 2003

Além de retransmitir a programação nacional da TV Globo, a RPC Curitiba produz e exibe os programas como:
- Globo Esporte PR
- Caminhos do Campo

## Retransmissoras
| Cidade                | Analógico | Digital | Cidade             | Analógico | Digital | Cidade              | Analógico | Digital | Cidade                       | Analógico | Digital |
| --------------------- | --------- | ------- | ------------------ | --------- | ------- | ------------------- | --------- | ------- | ---------------------------- | --------- | ------- |
| Adrianópolis          | 08        | 12 (41) | Agudos do Sul      | 15        | -       | Almirante Tamandaré | -         | 12 (41) | Antonina                     | -         | 12 (41) |
| Araucária             | -         | 12 (41) | Balsa Nova         | -         | 12 (41) | Bocaiúva do Sul     | -         | 42 (42) | Cachoeira de Cima (Antonina) | 02        | -       |
| Campina Grande do Sul | -         | 12 (41) | Campo Largo        | -         | 12 (41) | Cerro Azul          | 07        | -       | Colombo                      | -         | 12 (41) |
| Contenda              | -         | 12 (41) | Fazenda Rio Grande | -         | 12 (41) | Guaratuba           | -         | 12 (41) | Itaperuçu                    | 20        | 12 (41) |
| Lapa                  | -         | 12 (41) | Matinhos           | -         | 12 (41) | Morretes            | -         | 12 (41) | Paranaguá                    | -         | 12 (41) |
| Piên                  | 18        | -       | Pinhais            | -         | 12 (41) | Piraquara           | -         | 12 (41) | Pontal do Paraná             | -         | 12 (41) |
| Quatro Barras         | -         | 12 (41) | Rio Branco do Sul  | -         | 12 (41) | Rio Negro           | 14        | 41 (41) | São José dos Pinhais         | -         | 12 (41) |
| Tijucas do Sul        | -         | 42 (42) | Tunas do Paraná    | -         | 41 (41) |                     |           |         |                              |           |         |